# Eerste nationale herenhandbal 2017/18
De eerste nationale 2017–18 is de hoogste divisie in het Belgische handbal.

## Opzet
Er nemen 12 ploegen aan de competitie deel. De 6 "beste" ploegen van vorig seizoen, spelen eerst een volledige competitie in BENE-League verband, terwijl de overige 6 ploegen eerst een dubbele competitie in eerste nationale verband spelen. De BENE-League en de eerste nationale zijn dus deels met elkaar verweven.
Na beëindiging van deze 2 competities worden de 12 ploegen bij elkaar gevoegd, waarbij:
- De 4 Belgische ploegen, die in BENE-League als hoogste zijn geëindigd, gaan in een onderlinge volledige competitie strijden voor het Belgisch kampioenschap. Hierbij begint de ploeg die in de BENE-League als eerste is geëindigd met 4 bonuspunten, aflopend tot 1 bonuspunt voor de ploeg die in de BENE-League als vierde is geëindigd. De 2 ploegen die in deze competitie als hoogste eindigen beslissen in een best-of-three wie eindelijk de kampioen van het huidige seizoen wordt. Verder komen deze 4 ploegen volgend seizoen weer in de BENE-League uit. Op nationaal niveau worden dit uiteindelijk de ploegen op de plaatsen 1 t/m 4 in de eindrangschikking.
- De 2 Belgische ploegen, die in BENE-League als laagste zijn geëindigd, plus de 2 ploegen, die in het reguliere eerste nationale seizoen als hoogste zijn geëindigd, gaan in een onderlinge volledige competitie strijden voor 2 plekken in de BENE-League van volgend seizoen. De 2 "verliezende" ploegen spelen volgend seizoen in de reguliere competitie van de eerste nationale. Op nationaal niveau worden dit uiteindelijk de ploegen op de plaatsen 5 t/m 8 in de eindrangschikking.
- De 4 ploegen, die in het reguliere eerste nationale seizoen op de plaatsen 3 t/m 6 zijn geëindigd, spelen onderling een volledige competitie tegen degradatie naar de tweede nationale. Hierbij begint de ploeg die in het reguliere eerste nationale seizoen als derde is geëindigd met 4 bonuspunten, aflopend tot 1 bonuspunt voor de ploeg die als zesde is geëindigd. De ploeg die in deze competitie als laatste eindigt, degradeert naar de tweede nationale. Op nationaal niveau worden dit uiteindelijk de ploegen op de plaatsen 9 t/m 12 in de eindrangschikking.

## Teams
| Ploeg                  | Plaats               | Provincie      | Trainer(s)                                                | Hal                          |
| BENE-League            | BENE-League          | BENE-League    | BENE-League                                               | BENE-League                  |
| ---------------------- | -------------------- | -------------- | --------------------------------------------------------- | ---------------------------- |
| Achilles Bocholt       | Bocholt              | Limburg        | Bart Lenders                                              | De Damburg                   |
| Hubo Initia Hasselt    | Hasselt              | Limburg        | Korneel Douven                                            | Alverberg                    |
| Sporting NeLo          | Neerpelt-Lommel      | Limburg        | Pascal Grossi                                             | Dommelhof                    |
| KV Sasja HC            | Hoboken              | Antwerpen      | Alex Jacobs                                               | Sporthal Sorghvliedt         |
| Callant Tongeren       | Tongeren             | Limburg        | Vladimir Tomanović Maurice Canton ontslagen november 2019 | Eburons Dôme                 |
| HC Visé BM             | Wezet                | Luik           | Predrag Dosen                                             | Hall Omnisports de Visé      |
| Eerste nationale       |                      |                |                                                           |                              |
| HC AtomiX              | Haacht               | Vlaams-Brabant | Lars Bertels                                              | Sportzentrum Eynatten        |
| HC Eynatten-Raeren     | Eynatten             | Luik           | Bruno Thevissen                                           | Hall des sports de la C.E.T. |
| Estudiantes HC Tournai | Doornik              | Henegouwen     | Luc Vercauteren                                           | Sporthal Hekers              |
| Kreasa Houthalen       | Houthalen-Helchteren | Limburg        | Fred D'hollander                                          | Sporthal Lange Munte         |
| Olse Merksem HC        | Merksem              | Antwerpen      | Piotr Konitz                                              | Sportcomplex Lakerveld       |
| HC Visé BM 2           | Wezet                | Luik           | Davor Peric                                               | Sporthal De Rode Loop        |

## Reguliere competitie

### Stand
| Pos | Team                   | Wed | W  | G | V  | Ptn | DV  | DT  | +/− | Opmerking                   |
| --- | ---------------------- | --- | -- | - | -- | --- | --- | --- | --- | --------------------------- |
| 1   | Estudiantes HC Tournai | 20  | 17 | 1 | 2  | 35  | 619 | 529 | +90 | Spelen verder in Play-off 2 |
| 2   | HC AtomiX              | 20  | 13 | 1 | 6  | 27  | 611 | 527 | +84 | Spelen verder in Play-off 2 |
| 3   | HC Eynatten-Raeren     | 20  | 11 | 0 | 9  | 22  | 552 | 565 | −13 | Spelen verder in Play-down  |
| 4   | Kreasa Houthalen (R)   | 20  | 7  | 2 | 11 | 16  | 499 | 536 | −37 | Spelen verder in Play-down  |
| 5   | HC Visé BM 2           | 20  | 5  | 1 | 14 | 11  | 527 | 590 | −63 | Spelen verder in Play-down  |
| 6   | Olse Merksem HC        | 20  | 3  | 3 | 14 | 9   | 498 | 559 | −61 | Spelen verder in Play-down  |

### Uitslagen
| Thuis \ Uit            | ATO   | E-R   | EST   | KRE   | MER   | VIS   | ATO   | E-R   | EST   | KRE   | MER   | VIS   |
| ---------------------- | ----- | ----- | ----- | ----- | ----- | ----- | ----- | ----- | ----- | ----- | ----- | ----- |
| HC AtomiX              |       | 27–29 | 32–35 | 22–20 | 30–23 | 33–16 |       | 32–27 | 30–31 | 32–30 | 26–10 | 37–31 |
| HC Eynatten-Raeren     | 22–25 |       | 29–28 | 32–29 | 35–25 | 29–25 | 25–37 |       | 27–28 | 25–32 | 28–27 | 27–25 |
| Estudiantes HC Tournai | 29–28 | 32–27 |       | 29–24 | 27–31 | 30–19 | 35–33 | 28–22 |       | 29–22 | 38–30 | 42–25 |
| Kreasa Houthalen       | 26–36 | 25–30 | 19–31 |       | 20–19 | 22–22 | 21–33 | 27–29 | 20–25 |       | 23–23 | 35–28 |
| Olse Merksem HC        | 22–28 | 21–28 | 29–30 | 24–28 |       | 24–17 | 29–29 | 25–27 | 27–27 | 26–28 |       | 31–40 |
| HC Visé BM 2           | 28–34 | 31–28 | 29–32 | 19–24 | 21–25 |       | 38–27 | 36–26 | 26–33 | 22–24 | 29–27 |       |

## Nacompetitie

### Play-down
De 4 ploegen, die in het reguliere eerste nationale seizoen op de plaatsen 3 t/m 6 zijn geëindigd, spelen onderling een volledige competitie tegen degradatie naar de tweede nationale.
Hierbij begint de ploeg die in het reguliere eerste nationale seizoen als derde is geëindigd met 4 bonuspunten, aflopend tot 1 bonuspunt voor de ploeg die als zesde is geëindigd.
De ploeg die in deze competitie als laatste eindigt, degradeert naar de tweede nationale. De andere 3 ploegen spelen volgend seizoen in de reguliere competitie van de eerste nationale 2018/19.
Op nationaal niveau worden dit uiteindelijk de ploegen op de plaatsen 9 t/m 12 in de eindrangschikking.

#### Teams
| Positie                | Team               | Opmerking           |
| ---------------------- | ------------------ | ------------------- |
| No. 3 Eerste nationale | HC Eynatten-Raeren | Begint met 4 punten |
| No. 4 Eerste nationale | Kreasa Houthalen   | Begint met 3 punten |
| No. 5 Eerste nationale | HC Visé BM 2       | Begint met 2 punten |
| No. 6 Eerste nationale | Olse Merksem HC    | Begint met 1 punt   |

#### Stand
| Pos | Team                 | Wed | W | G | V | Ptn | DV  | DT  | +/− | Opmerking                                             |
| --- | -------------------- | --- | - | - | - | --- | --- | --- | --- | ----------------------------------------------------- |
| 1   | HC Eynatten-Raeren   | 6   | 4 | 0 | 2 | 12  | 174 | 167 | +7  |                                                       |
| 2   | HC Visé BM 2         | 6   | 3 | 0 | 3 | 8   | 175 | 175 | 0   |                                                       |
| 3   | Olse Merksem HC      | 6   | 3 | 0 | 3 | 7   | 165 | 168 | −3  |                                                       |
| 4   | Kreasa Houthalen (R) | 6   | 2 | 0 | 4 | 7   | 157 | 161 | −4  | Speelt volgend seizoen in de tweede nationale 2018/19 |

#### Uitslagen
| Thuis \ Uit        | E-R   | KRE   | MER   | VIS   |
| ------------------ | ----- | ----- | ----- | ----- |
| HC Eynatten-Raeren |       | 26–22 | 32–28 | 32–35 |
| Kreasa Houthalen   | 28–29 |       | 24–22 | 25–26 |
| Olse Merksem HC    | 28–27 | 28–27 |       | 32–24 |
| HC Visé BM 2       | 26–28 | 30–31 | 34–27 |       |

### Play-off 2
De 2 Belgische ploegen, die in BENE-League als laagste zijn geëindigd, plus de 2 ploegen, die in het reguliere eerste nationale seizoen als hoogste zijn geëindigd, gaan in een onderlinge volledige competitie strijden voor 2 plekken in de BENE-League 2018/19.
De 2 "verliezende" ploegen spelen volgend seizoen in de reguliere competitie van de eerste nationale 2018/19.
Alle ploegen beginnen met 0 punten.
Op nationaal niveau worden dit uiteindelijk de ploegen op de plaatsen 5 t/m 8 in de eindrangschikking.

#### Teams
| Positie                | Team                   | Opmerking          |
| ---------------------- | ---------------------- | ------------------ |
| No. 10 BENE-League     | Callant Tongeren       | 5de Belgische team |
| No. 11 BENE-League     | KV Sasja HC            | 6de Belgische team |
| No. 1 Eerste nationale | Estudiantes HC Tournai |                    |
| No. 2 Eerste nationale | HC AtomiX              |                    |

#### Stand
| Pos | Team                   | Wed | W | G | V | Ptn | DV  | DT  | +/− | Opmerking                                                              |
| --- | ---------------------- | --- | - | - | - | --- | --- | --- | --- | ---------------------------------------------------------------------- |
| 1   | KV Sasja HC            | 6   | 5 | 1 | 0 | 11  | 172 | 138 | +34 | Spelen volgend seizoen in de BENE-League 2018/19                       |
| 2   | Callant Tongeren       | 6   | 4 | 1 | 1 | 9   | 156 | 143 | +13 | Spelen volgend seizoen in de BENE-League 2018/19                       |
| 3   | HC AtomiX              | 6   | 1 | 0 | 5 | 2   | 155 | 164 | −9  | Spelen volgend seizoen in de eerste nationale Eerste nationale 2018/19 |
| 4   | Estudiantes HC Tournai | 6   | 1 | 0 | 5 | 2   | 136 | 174 | −38 | Spelen volgend seizoen in de eerste nationale Eerste nationale 2018/19 |

#### Uitslagen
| Thuis \ Uit            | ATO   | EST   | SAS   | TON   |
| ---------------------- | ----- | ----- | ----- | ----- |
| HC AtomiX              |       | 29–21 | 25–31 | 22–25 |
| Estudiantes HC Tournai | 30–26 |       | 22–28 | 17–31 |
| KV Sasja HC            | 27–24 | 35–22 |       | 27–21 |
| Callant Tongeren       | 30–29 | 25–24 | 24–24 |       |

### Play-off 1
- De 4 Belgische ploegen, die in BENE-League als hoogste zijn geëindigd, gaan in een onderlinge volledige competitie strijden voor het Belgisch kampioenschap.

Hierbij begint de ploeg die in de BENE-League als eerste is geëindigd met 4 bonuspunten, aflopend tot 1 bonuspunt voor de ploeg die in de BENE-League als vierde is geëindigd.
De 2 ploegen die in deze competitie als hoogste eindigen beslissen in een best-of-three wie eindelijk de kampioen van het huidige seizoen wordt.
Verder komen deze 4 ploegen volgend seizoen in de BENE-League 2018/19uit. Op nationaal niveau worden dit uiteindelijk de ploegen op de plaatsen 1 t/m 4 in de eindrangschikking.

#### Teams
| Positie           | Team                | Opmerking           |
| ----------------- | ------------------- | ------------------- |
| No. 1 BENE-League | Achilles Bocholt    | 1ste Belgische team |
| No. 3 BENE-League | Hubo Initia Hasselt | 2de Belgische team  |
| No. 7 BENE-League | HC Visé BM          | 3de Belgische team  |
| No. 9 BENE-League | Sporting NeLo       | 4de Belgische team  |

#### Stand
| Pos | Team                | Wed | W | G | V | Ptn | DV  | DT  | +/− | Opmerking                                   |
| --- | ------------------- | --- | - | - | - | --- | --- | --- | --- | ------------------------------------------- |
| 1   | Achilles Bocholt    | 6   | 5 | 0 | 1 | 14  | 196 | 187 | +9  | Spelen best-of-three voor het kampioenschap |
| 2   | Hubo Initia Hasselt | 6   | 3 | 1 | 2 | 10  | 177 | 171 | +6  | Spelen best-of-three voor het kampioenschap |
| 3   | Sporting NeLo       | 6   | 2 | 1 | 3 | 6   | 176 | 180 | −4  |                                             |
| 4   | HC Visé BM          | 6   | 1 | 0 | 5 | 4   | 180 | 191 | −11 |                                             |

#### Uitslagen
| Thuis \ Uit         | BOC   | HAS   | NEL   | VIS   |
| ------------------- | ----- | ----- | ----- | ----- |
| Achilles Bocholt    |       | 35–32 | 32–31 | 34–33 |
| Hubo Initia Hasselt | 28–26 |       | 26–26 | 30–27 |
| Sporting NeLo       | 33–36 | 27–26 |       | 33–29 |
| HC Visé BM          | 30–33 | 30–35 | 31–26 |       |

## Best of Three
Speelronde 1
| 19 mei 2018 | Hubo Initia Hasselt | 30–27 | Achilles Bocholt | Alverberg |
| 19 mei 2018 |                     |       |                  | Alverberg |
| 19 mei 2018 |                     |       |                  | Alverberg |

Speelronde 2
| 26 mei 2018 | Achilles Bocholt | 32–30 | Hubo Initia Hasselt | de Damburg |
| 26 mei 2018 |                  |       |                     | de Damburg |
| 26 mei 2018 |                  |       |                     | de Damburg |

Speelronde 3
| 2 juni 2018 | Achilles Bocholt | 32–30 | Hubo Initia Hasselt | de Damburg |
| 2 juni 2018 |                  |       |                     | de Damburg |
| 2 juni 2018 |                  |       |                     | de Damburg |